# Massif de Verwall
Le massif de Verwall (allemand : Verwallgruppe) est un massif  des Alpes orientales centrales. Il s'élève en Autriche, à cheval sur le Tyrol et le Vorarlberg. Il tient son nom de la vallée qui le parcourt : la Verwalltal.
Il appartient aux Alpes rhétiques.
Le Hoher Riffler est le point culminant du massif.

## Géographie

### Situation
Le massif est entouré du massif de Lechquellen et des Alpes de Lechtal au nord, du massif de Samnaun à l'est, du massif de Silvretta au sud et du Rätikon à l'ouest.

### Sommets principaux

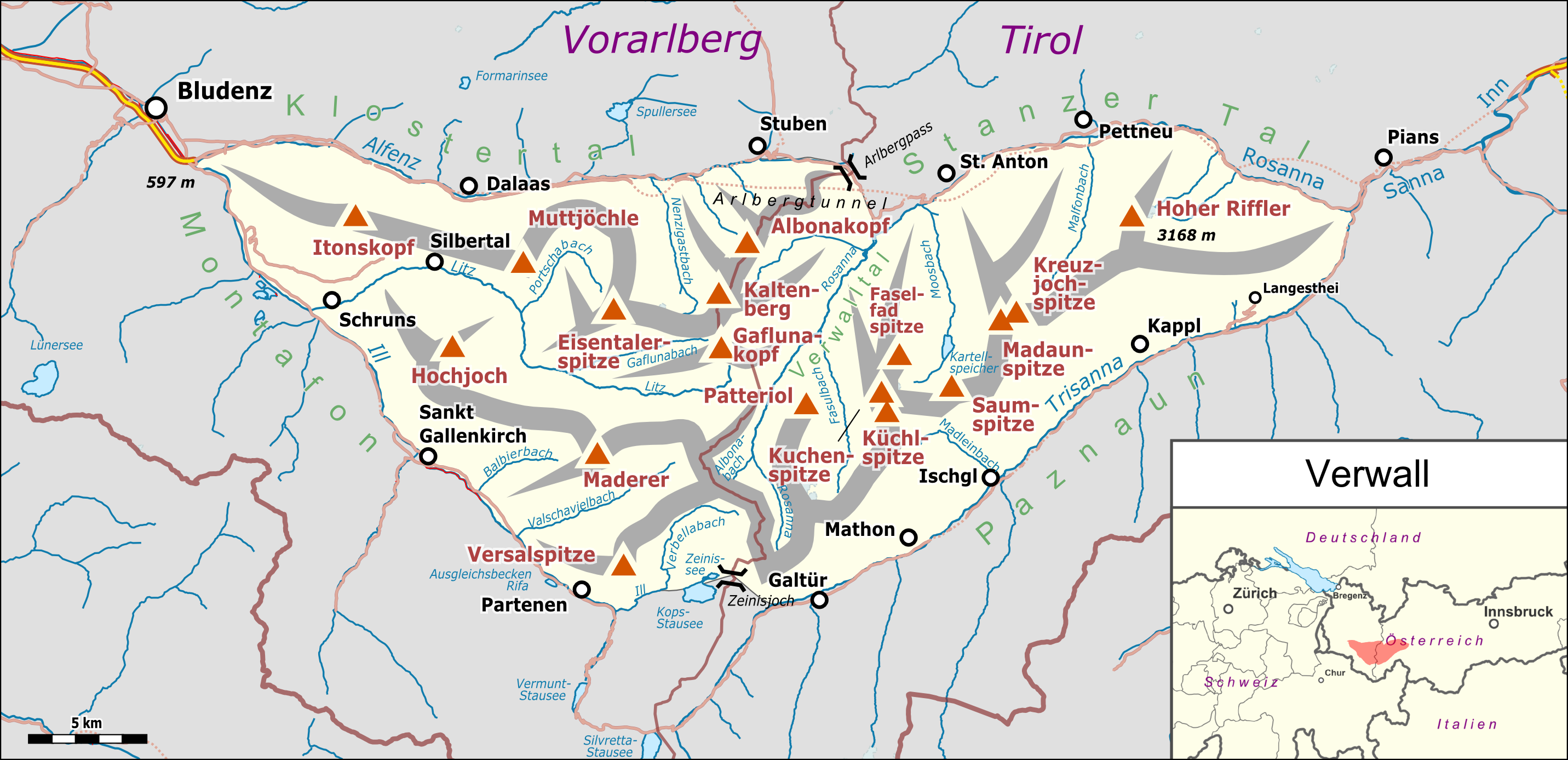
Carte du massif de Verwall.

- Hoher Riffler, 3 168 m
- Kuchenspitze, 3 148 m
- Küchlspitze, 3 147 m
- Blankahorn, 3 129 m
- Seeköpfe, 3 061 m
- Patteriol, 3 056 m
- Saumspitze, 3 039 m
- Kleiner Riffler, 3 014 m
- Fatlarspitze, 2 986 m
- Scheibler, 2 978 m
- Madaunspitze, 2 961 m
- Karkopf, 2 948 m
- Pflunspitzen, 2 912 m
- Madleinköpfe, 2 907 m
- Kaltenberg, 2 896 m
- Schrottenkopf, 2 890 m
- Rugglespitze, 2 809 m
- Fädnerspitze, 2 788 m
- Madererspitze, 2 769 m
- Beilstein, 2 749 m
- Valschavielkopf, 2 696 m
- Reutlinger Turm, 2 606 m
- Stritkopf, 2 604 m
- Hochjoch, 2 520 m

## Géologie
Le massif est constitué principalement de gneiss.

## Activités

### Stations de sports d'hiver
- Kappl
- Klösterle
- Sankt Anton am Arlberg
- Schruns